# Calymmatium draboides
Calymmatium draboides là một loài thực vật có hoa trong họ Cải. Loài này được (Korsh.) O.E.Schulz mô tả khoa học đầu tiên năm 1933.